# Gideon Levy
Gideon Levy (Tel Aviv, 2 giugno 1953) è un giornalista israeliano.
Dal 1982 scrive per il quotidiano israeliano Haaretz e dal 2010 anche per il settimanale italiano Internazionale.

## Attività giornalistica
Considerato un esponente della sinistra israeliana e grande ammiratore di Yitzhak Rabin, nella sua attività giornalistica è sempre stato molto critico sulla politica israeliana di occupazione dei territori dello Stato di Palestina. Ha più volte criticato in modo aspro le politiche di Benjamin Netanyahu e del Likud.

## Premi
- Association of Human Rights in Israel Award, 1996
- Israeli Journalists Union Prize, 1997
- Leipzig Freedom Prize, 2001
- Euro-Med Journalist Prize, 2008

## Opere
- Gideon Levy, Twilight Zone - Life and Death under the Israeli Occupation 1988–2003, 2004.
- Gideon Levy, The Punishment of Gaza, 2010.